# Bleach: Soul Resurrección
 (novembre 2018).
Si vous disposez d'ouvrages ou d'articles de référence ou si vous connaissez des sites web de qualité traitant du thème abordé ici, merci de compléter l'article en donnant les références utiles à sa vérifiabilité et en les liant à la section « Notes et références ».
Bleach: Soul Resurrección, sorti au Japon sous le nom de Bleach: Soul Ignition, est jeu vidéo de type beat them all développé par SCE Japan Studio et édité par SCE au Japon et NIS America aux États-Unis et en Europe. Il est sorti, exclusivement sur PlayStation 3 en 2011.

## Synopsis
Bleach: Soul Resurrección reprend l’histoire du manga Bleach de Tite Kubo. Il démarre par l’arrivée d’Ichigo au Hueco Mundo et se termine par le combat contre Sosuke Aizen sous sa forme finale. Le titre reprend les principaux combats du manga sur cette période.

## Personnages

### Personnages jouables
- Ichigo Kurosaki : 3 formes différentes jouables : "Bankai", "final" et "Skullclad"
- Hollowfield Ichigo Kurosaki (Forme "Resurrección" d'Ichigo)
- Uryū Ishida
- Rukia Kuchiki
- Kenpachi Zaraki
- Byakuya Kuchiki : En Bankai
- Hitsugaya Tōshirō : En Bankai
- Shunsui Kyōraku
- Soi Fon
- Yoruichi Shihōin : En armure
- Ichimaru Gin : En Bankai
- Aizen Sōsuke
- Coyote Starrk : Forme Resurrección
- Barragan Luisenbarne : Forme Resurrección
- Tia Harribel : Forme Resurrección
- Ulquiorra Schiffer : Forme Resurrección, Segunda Etapa
- Nnoitra Jiruga : Forme Resurrección
- Grimmjow Jaggerjack : Forme Resurrección
- Kokutō

### Personnages rencontrés (non jouables)
- Aizen Sōsuke : Forme Chrysalide
- Aizen Sōsuke : Forme Hollow
- Sajin Komamura : En bankai
- Rudobon
- Yammy Rialgo : Forme Resurrección (Espada no 0)

## Modes de jeu

### ModeHistoire
Le mode Histoire est divisé en 14 épisodes, chaque épisode étant jouable avec un personnage prédéfini.
Épisode 1
- Personnage : Ichigo Kurosaki
- Lieu : Hueco Mundo
- Boss : 1 puis 3 Gillians

Épisode 2
- Personnage : Uryū Ishida
- Lieu : Las Noches
- Boss : Fraccións de Szayel-Aporro Grantz

Épisode 3
- Personnage : Ichigo Kurosaki
- Lieu : Désert à l'intérieur de Las Noches
- Boss : Grimmjow Jaggerjack

Épisode 4
- Personnage : Kenpachi Zaraki
- Lieu : Désert à l'intérieur de Las Noches
- Boss : Nnoitra Jiruga

Épisode 5
- Personnage : Rukia Kuchiki
- Lieu : Désert à l'intérieur de Las Noches
- Boss : Rudobon

Épisode 6
- Personnage : Ichigo Kurosaki
- Lieu : Las Noches
- Boss : Ulquiorra Schiffer

Épisode 7
- Personnage : Hollowfield Ichigo Kurosaki
- Lieu : Toit de Las Noches
- Boss : Ulquiorra Schiffer
- Particularité : Durant cet épisode, on combat directement le boss.

Épisode 8
- Personnage : Hitsugaya Tōshirō
- Lieu : Fausse Karakura
- Boss : Tia Harribel

Épisode 9
- Personnage : Soi Fon
- Lieu : Fausse Karakura
- Boss : Barragan Luisenbarne

Épisode 10
- Personnage : Shunsui Kyōraku
- Lieu : Fausse Karakura
- Boss : Coyote Starrk

Épisode 11
- Personnage : Byakuya Kuchiki
- Lieu : Désert à l'intérieur de Las Noches
- Boss : Yammy Rialgo

Épisode 12
- Personnage : Yoruichi Shihōin
- Lieu : Fausse Karakura
- Boss : Aizen Sōsuke

Épisode 13
- Personnage : Ichigo Kurosaki
- Lieu : Fausse Karakura
- Boss : Ichimaru Gin
- Particularité : Durant cet épisode, on combat directement le boss.

Épisode 14
- Personnage : Ichigo Kurosaki: Forme Finale
- Lieu : Soul Society
- Boss : Aizen Sōsuke: Forme Hollow
- Particularité : Durant cet épisode, l'attaque Ignition est inutilisable.

### ModeMission
Le mode Mission comprend 28 missions. Pour chaque mission, il y a un objectif bien défini (ex : vaincre un ennemi particulier, vaincre un certain nombre d'ennemi…), une contrainte (ex : une limite de temps, une capacité inutilisable…) et elles sont jouables avec n'importe quel personnage.
Au début, seules les 3 premières missions sont débloquées. Les autres se débloquent en terminant une ou plusieurs missions précédentes.